# Silk Degrees
Silk Degrees je sedmé album amerického písničkáře Boze Scaggse, které bylo publikováno přes Columbia Records vydavatelství v roce 1976. Album se usadilo na #2 příčce americké albové popové hitparády. Album bylo komerčně úspěšné, především díky R&B-orientovaným hitům jako "Lowdown", "What Can I Say", "Lowdown".
"Lowdown" se usadila v hudebních žebříčkách jako Club Play, R&B, Disco či Pop. Tento hit se vysílá i v současnosti, především v smooth jazz, oldies a A.C. rádiích.
Produkce se účastnili někteří hudebníci kapely Toto, především David Paich či Jeff Porcaro.

## Seznam písní
1. "What Can I Say" (#42 US)(Scaggs, David Paich) – 3:01
2. "Georgia" (Scaggs) – 3:57
3. "Jump Street" (Scaggs, Paich) – 5:14
4. "What Do You Want the Girl to Do" (Allen Toussaint) – 3:53
5. "Harbor Lights" (Scaggs) – 5:58
6. "Lowdown" (#3 US) (Scaggs, Paich) – 5:18
7. "It's Over" (#38 US) (Paich, Scaggs) – 2:52
8. "Love Me Tomorrow" (Paich) – 3:17
9. "Lido Shuffle" (#11 US) (Scaggs, Paich) – 3:44
10. "We're All Alone" (Scaggs) – 4:14

## Produkce
- Boz Scaggs – vokály, kytara, vokály v pozadí
- David Paich – klávesy
- Steve Porcaro – klávesy
- Bud Shank – alto saxofon
- Jeff Porcaro – bicí
- David Hungate – baskytara
- Fred Tackett – kytara
- Louie Shelton – kytara
- Les Dudek – Slide guitar